# Delmació

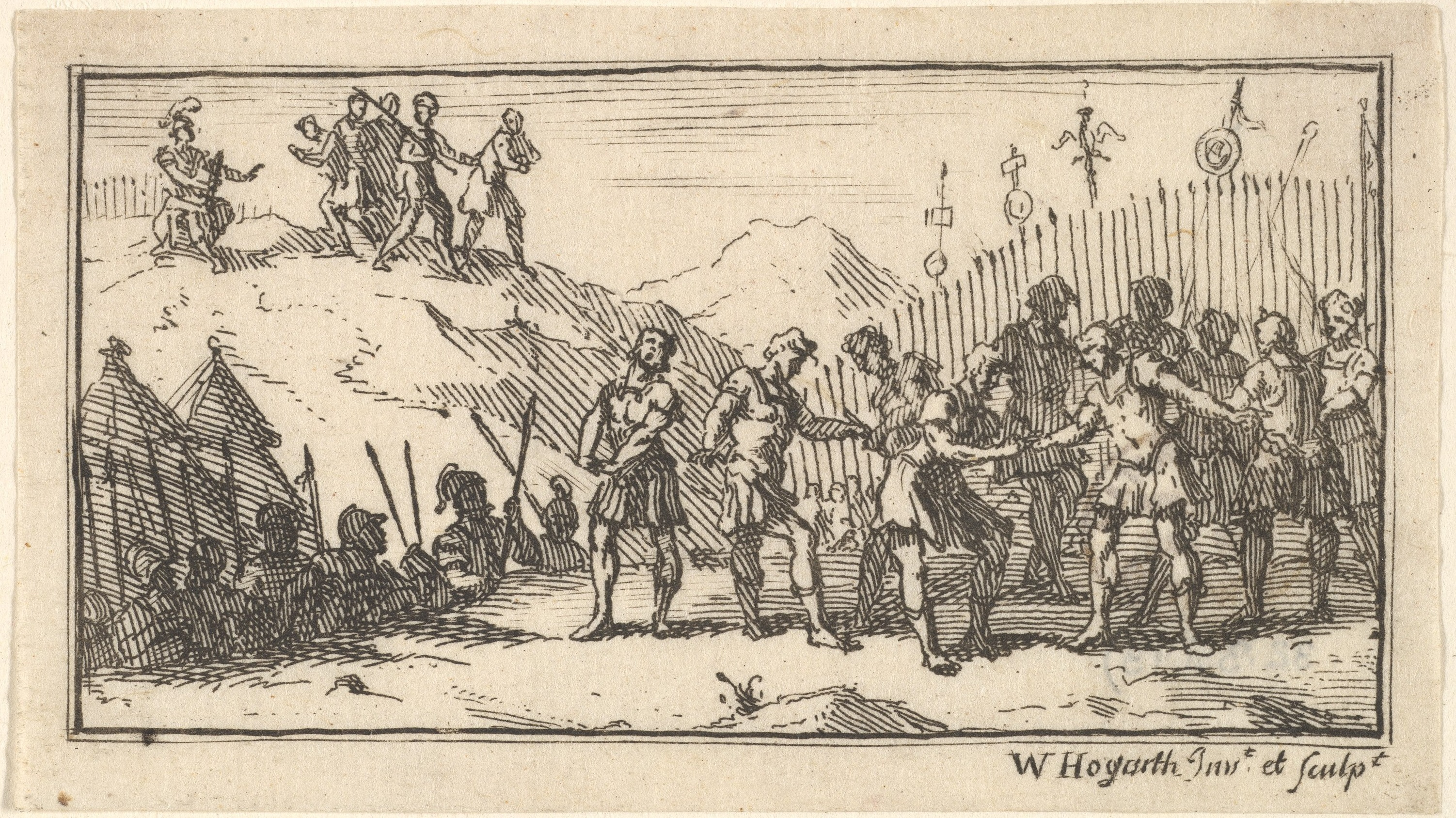
Delmació, de William Hogarth

La delmació (en llatí decimatio) era un dels màxims càstigs que s'aplicaven a l'exèrcit romà. Consistia en aïllar una cohort o diverses cohorts de la legió amotinada i seleccionar a deu de cada cent soldats quan el conjunt havia estat culpable d'algun crim, revolta o motí. En cada grup de deu, es triava a sorts qui havia de ser castigat sense tenir en consideració el seu rang, i una vegada escollit, els altres nou li donaven mort, normalment per lapidació o a bastonades. Els nou restants eren obligats a dormir fora del campament, i la resta de la cohort o de la legió rebia civada en lloc de blat.
Aquest càstig apareix documentat ja l'any 471 aC, i la pràctica es van mantenir durant tota la República, encara que va caure en desús a finals d'aquest període. Titus Livi explica a l'obra Ab Urbe Condita que l'any 471 aC, a l'inici de les guerres de la República contra els volscs, el cònsol Appi Claudi Sabí va fer delmar els soldats rasos i executar els oficials amb els feixos o la destral dels lictors després que es van revoltar en donar el senyal de combatre.
Polibi ofereix una de les primeres descripcions de la delmació a principis del segle iii aC:
| « | Si alguna vegada succeeix que una falta així és comesa per molts, i que seccions senceres, posades en destret, han abandonat el lloc, aleshores els romans creuen imprudent assotar o executar els maniples enters, i inventen un càstig del delicte ensems convenient i exemplar. El tribú congrega la legió, fa avançar els desertors, els recrimina durament, i, al final, d'entre tots ells en sorteja un de cada cinc, de cada vuit, o fins i tot de cada vint, calculant sempre que resulti, com a màxim, una desena part dels qui cometeren la falta. Els qui ha atès el sorteig, són assotats de la faisó descrita […] | » |
| — | |   |

Marc Licini Cras va recuperar la delmació durant la Tercera guerra servil l'any 71 aC, per poder derrotar l'esclau rebel Espàrtac que havia infligit nombroses derrotes als exèrcits romans i les legions estaven atemorides. Dionís d'Halicarnàs va descriure l'any 8 aC, a les seves Antiguitats romanes, l'aplicació d'aquest càstig a l'exèrcit, aplicats als covards, als que provocaven aldarulls i als desertors. El general va reunir totes les legions, el tribú li va presentar els culpables al seu davant, els va acusar i els va retreure la seva covardia o la seva traïció davant de tot l'exèrcit. Llavors cada centurió va posar els noms dels homes de la seva centúria en una urna o en un casc, es van treure deu noms de cada cent i van ser executats els que havien sortit a l'atzar.
A l'obra Estratègicon, l'emperador romà d'Orient Maurici (r. 582-602), jutjant que l'espectacle dels càstigs on els soldats podien veure morir els seus camarades a mans dels seus propis germans d'armes podia minar la moral de les tropes a més de debilitar-ne el nombre, va prohibir la delmació i altres càstigs aplicats amb força.
De vegades el càstig s'aplicava comptant els soldats i castigant (generalment executant) cadascun dels que feia 20 o cadascun dels que feia 100. Aquest costum va subsistir en alguns llocs durant tota l'edat mitjana. I encara, El general italià Luigi Cadorna va utilitzar la delmació contra unitats del seu exèrcit durant la Primera Guerra Mundial per no haver cobert les seves expectatives en un atac.